# Prasanthus
Prasanthus es un género de hepáticas perteneciente a la familia Gymnomitriaceae. Comprende 4 especies descritas y de estas, solo 3 aceptadas.

## Taxonomía
El género fue descrito por Sextus Otto Lindberg y publicado en Kongliga Svenska Vetenskaps Academiens Handlingar, n.s. 23(5): 62. 1889. La especie tipo es: P. suecicus (Gottsche) S. O. Lindberg (=Gymnomitrion suecicum Gottsche) 	

## Especies aceptadas
A continuación se brinda un listado de las especies del género Prasanthus aceptadas hasta marzo de 2015, ordenadas alfabéticamente. Para cada una se indica el nombre binomial seguido del autor, abreviado según las convenciones y usos.	
- Prasanthus jamalicus Potemkin
- Prasanthus paroicus (Schiffner) Kamim.
- Prasanthus suecicus Lindb.